# حركة أوسويجو

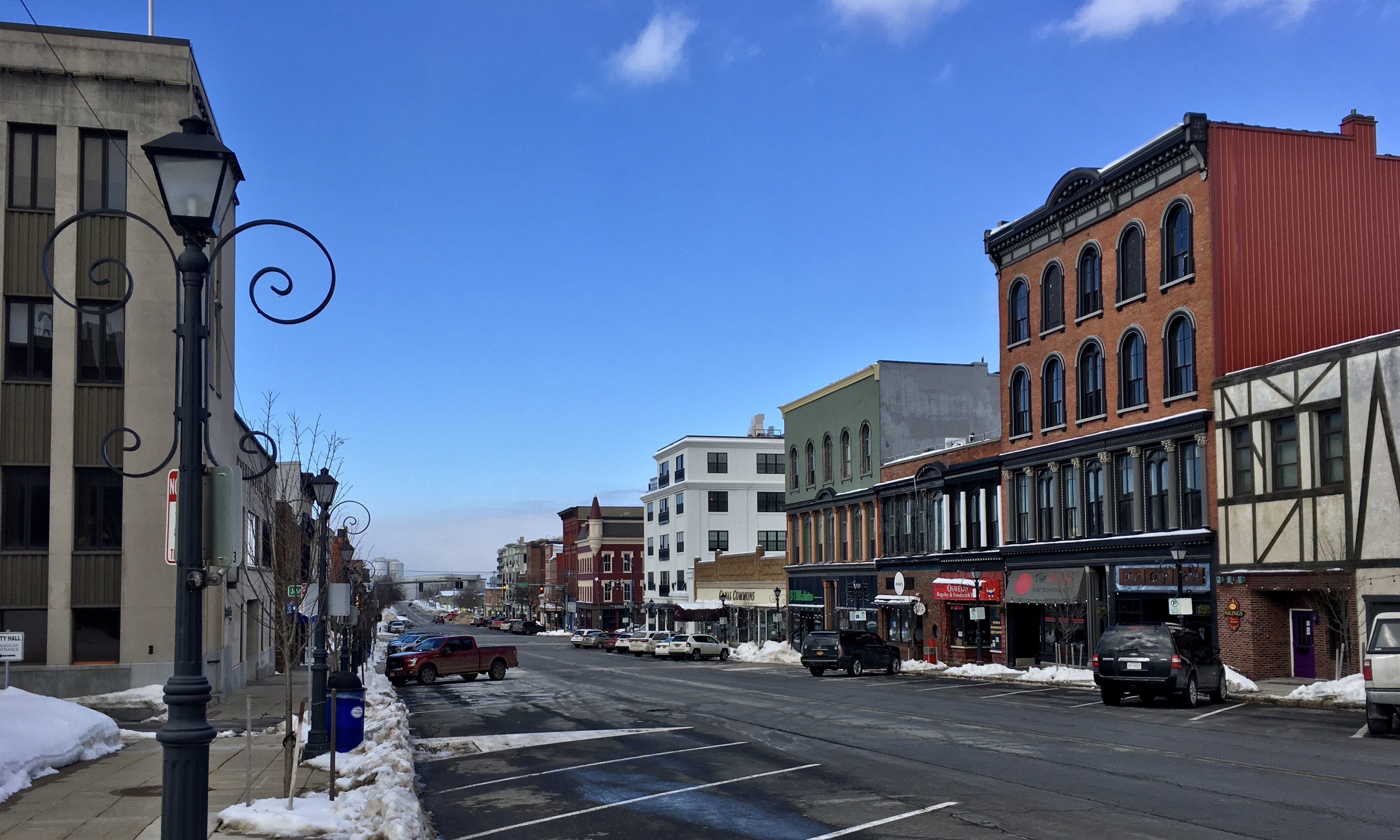
شارع ويست فيرست في وسط مدينة أوسويغو، نيويورك

حركة أوسويجو (أو خطة أوسويجو كما يطلق عليها في بعض الأحيان) كانت حركة في التعليم الأمريكي. وقد كانت تقوم على أساليب يوهان هاينريتش بستالوزي وتم تقديمها من خلال إدوارد أوستين شيلدون في كلية تدريب معلمي المرحلة الأساسية في أوسويجو (والتي يطلق عليها الآن جامعة ولاية نيويورك في أوسويجو). وقد مهدت هذه الحركة لاستخدام «الأشياء»، مثل النماذج والقطع، في التعليم الابتدائي تحت اسم «التعليم المعتمد على الأشياء». وقد ساعد شيلدون وزملائه على نشر تعليم الأشياء في مختلف أرجاء أمريكا من خلال الاستفادة من تعليم المعلمين العاملين في الخدمة وما قبل الخدمة، وممارسة التعليم في الكليات، وتعليم موجهي المعلمين، في وقت كانت كل هذه الأشياء فيه جديدة. وقد أدى ذلك التنوير في التعليم إلى إحداث نقلة في التركيز على تعليم الأطفال، مع التركيز على الأنشطة والخبرات الراسخة، بدلاً من التركيز على التعلم عن غيب.

## وصلات خارجية
- New Studies in Education: The Oswego Movement in American Education, by Ned H. Dearborn, 1925
- Oswego: Fountainhead of Teacher Education; A Century in the Sheldon Tradition, Dorothy Rogers, 1961